# Yefím Fomín
Yefím Moiséyevich Fomín (en ruso; Ефи́м Моисе́евич Фоми́н, en bielorruso; Яўхім Майсеевіч Фамін, Vítebsk, 15 de enero de 1909 - Brest, 30 de junio de 1941) fue un militar soviético con rango de comisario de regimiento, conocido por su participación en la defensa de la Fortaleza de Brest en 1941, durante la Segunda Guerra Mundial.

## Primeros años
Nació el 15 de enero de 1909 en la ciudad de Kolyshki, en el seno de una familia judía pobre.Su padre, que era herrero, y su madre, que era costurera, fallecieron cuando aún era niño, por lo que fue criado por sus tíos. Trabajó como peluquero y zapatero en Vítebsk. En 1924, se unió al Komsomol a los 15 años. Posteriormente se mudó a Pskov, donde estudió desde 1927 en el Instituto del Partido Comunista. Dos años después, ingresó en el instituto de Kolomna. En 1930, a la edad de 21 años, mientras estaba en la escuela del partido, Fomín se convirtió en miembro del Partido Comunista Soviético, y trabajó como propagandista de este en Pskov.
En 1932, el partido lo movilizó en el Ejército Rojo como comisario político, y trabajó en varias lugares como Pskov, Crimea, Járkov, Moscú y Letonia. También trabajó como secretario del Komsomol. En 1938, recibió cursos militares en el Distrito Militar de Járkov, y fue designado como comisario militar de la 23.ª División de Fusileros. En septiembre de 1939 participó en la campaña al este de Polonia. En 1940 sirvió en Daugavpilis durante la anexión de Letonia. En marzo de 1941, fue trasladado a Brest y designado como subcomandante del 84.º Regimiento, perteneciente a la 6.ª División de Fusileros, estacionado en la misma ciudad.

## Batalla de Brest

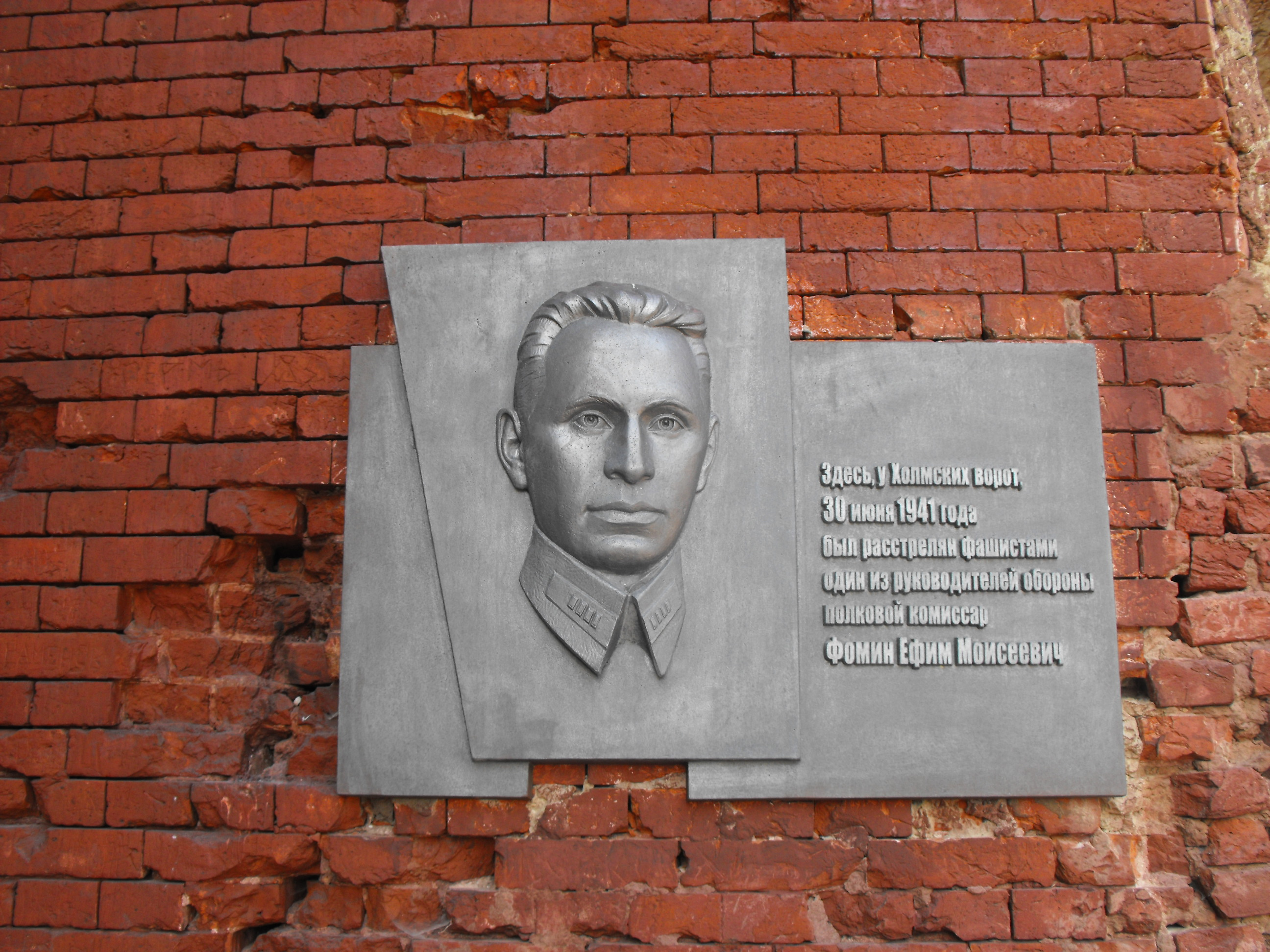
Placa conmemorativa en el lugar donde fue ejecutado Fomín, en la Fortaleza de Brest.

El 21 de junio de 1941, Fomín intentó viajar hacia Daugavpilis para traer a su familia a Brest, pero no consiguió ningún boleto debido a que se habían agotado por una multitud presente en la estación. El 22 de junio, Fomín se encontraba en la fortaleza de la ciudad, cuando inició el ataque de los alemanes a la ciudad en la Operación Barbarroja. Al ser el único comandante del ejército en ese momento, comandó a un grupo de soldados que defendieron la sección de la Puerta de Jolm. Dos días después, fue designado oficialmente como subcomandante del cuartel general de defensa de la fortaleza. En la noche del 25 de junio, lideró el avance del grupo combinado en el área del cuartel circular en la Puerta de Jolm, pero no tuvo éxito y el grupo de soldados del Ejército Rojo se retiró a las casamatas de la fortaleza, donde continuaron la resistencia en los días siguientes. La batalla por la fortaleza duró varios días, hasta que Fomín fue capturado por los alemanes en el cuartel del 33.º Regimiento, ubicado en la sección norte de la isla central de la fortaleza. Fue identificado como comisario político y como judío étnico, por lo que debido a la Orden de los Comisarios promulgada por el Alto Mando alemán fue fusilado inmediatamente  en frente de la Puerta de Jolm.

## Legado
El 3 de enero de 1957, por decreto del Presídium del Sóviet Supremo de la Unión Soviética, Fomín fue condecorado con la Orden de Lenin de manera póstuma por su papel en la defensa de Brest. El premio fue entregado a su hijo, Yuri Yefímovich Fomín, que vivió en Kiev después de la guerra. Su familia consiguió trasladarse a Letonia a principios de la guerra. Uno de los soldados que participaron en la defensa de Brest, A. Fil, describió en una carta dirigida a Yuri la captura y el fusilamiento de Fomín. Posteriormente, Yuri escribió un libro sobre el papel de Fomín en la defensa de la fortaleza. El 8 de mayo de 1991, a petición de veteranos de guerra de las 6.ª y 23.ª Divisiones, el Ministerio de Defensa de la Unión Soviética revocó de manera póstuma la degradación de Fomín a comisario de regimiento, restaurándolo como comandante de división.
En el cine, Fomín fue interpretado por Emanuíl Vitorgan en la película "Bitva za Moskvu" de 1985. También apareció en la película "Brestskaya krepost" de 2010, donde fue interpretado por Pável Derevianko. 